# Бойчук, Богдан Николаевич
Богдан Николаевич Бойчук (11 октября 1927, с. Бертники, Тарнопольское воеводство, Польская Республика — 10 февраля 2017, Киев, Украина) — украино-американский поэт-модернист, прозаик, переводчик и литературный критик, член Нью-Йоркской группы, один из её основателей. Член ОУП «Слово» и НСПУ, лауреат Международной литературной премии им. Н. Гоголя (1998).

## Биография
В 1944 году при отступлении немцы схватили его и забрали в Германию на принудительные работы. После Второй мировой войны он находился в лагере перемещённых лиц в городе Ашаффенбург, где и получил среднее образование. В 1949 году переехал в США и поселился в Нью-Йорке. Через полгода у него обнаружили туберкулёз, что вынудило его провести три года в санатории «Stony Wold», в горах на севере штата Нью-Йорк. Там он увлекся литературой и начал писать стихи. В 1953 году после открытия противотуберкулёзных лекарств вернулся в Нью-Йорк, где в 1957 году закончил учиться на инженера-электронщика в Городском колледже Нью-Йорка. До 1992 года работал в этой области.

## Литературная деятельность
В начале 1950-х годов активно влился в украинскую литературную жизнь. С тех пор его деятельность не ограничивалась только поэтическим творчеством. Он также писал и издавал драматические произведения, прозу, переводы с английского, испанского и русского языков на украинский, и с украинского — на английский. Проявлял себя и на ниве литературоведческой критики, являлся автором большого количества статей, рецензий, предисловий. Составитель и соредактор двух антологий украинской поэзии, автор мемуаров «Спомини в біографії» и т. п.
Бойчук — один из соучредителей Нью-Йоркской группы, был соредактором ежегодника этой Группы «Новые Поэзии» (1959—1971), инициатором и главным редактором литературно-художественного ежеквартального журнала «Світо-Вид» (1990—1999), издававшегося в Нью-Йорке и Киеве. С 1961 до 1973 года являлся литературным редактором ежемесячного журнала «Сучасність» (Мюнхен). Он — член Национального союза писателей Украины. В последние годы жизнипопеременно проживал в Глен-Спее (США) и в Киеве.

## Особенности поэтики
Богдан Бойчук — художник слова с трагическим мировосприятием. Он решительно пошёл на эксперимент, отказываясь от традиционного стихосложения, от упорядоченной метрической поэтики. Поэт заявил: 
Каждый поэт входит в литературу, чтобы отбросить устоявшиеся нормы и навязывать свои.
 Утверждение себя шло и из-за неприятия жизненной философии, отвержения политических лозунгов старшего поколения. Бойчук утверждал недекларативную и нетенденциозную поэзию, провозглашая самоценность лирики, её эстетическую самостоятельность, лишённую идеологических клише. Он воспринял философию экзистенциалистов, современных ему течений, стал создателем нового поэтического видения в XX в. Бойчук видит жестокость жизни, ход судьбы, непреодолимости противоречий между лицом и историей.
Его стихи отличает то, что они воспроизводят внутренний мир человека, который пережил или переживает историческую катастрофу, мир лирического героя, который сумел выстоять, подняться над осуществлением, выстроить, хотя бы в поэзии, целостность мира на оставленных пепелищах. Будучи по своему мировосприятию экзистенциалистом, Б. Бойчук таким понятием, как смерть, страдания, трагизм, предоставляет универсальное значение. Но растерянности, меланхолии, пассивности в его лирике нет, — здесь присутствует энергия, жажда познания жизни во всех её проявлениях. На его взгляд, личность должна всегда оставаться собой. Её бытие — это одинокое «Я», где она находит свою суверенность, которую она видит в воспоминаниях («Так мало воспоминаний, слишком мало, чтобы забыть…»).
В лирике Бойчука мир изменчив, богат. Особое место в нём занимает любовь. Интимная лирика поэта — не просто поэзия о влюблённых и их чувствах. В поступках и мыслях героя оказываются симпатии и антипатии души, его миропонимания, моральные принципы. Цикл «О женщине и время желтения» хоть и имеет традиционные образы «карих глаз», «рассвета», но выполнен в другой тональности, чем украинские народные песни. В стихотворении «Время встречи в поле» автор наделяет лирического героя размышлениями, свидетельствующими не столько о страсти, привязанности и влюблённости, сколько об истории человеческого сердца, истории духа, стремлении понять и найти себя.
Особое место в творчестве Богдана Бойчука занимает пьеса «Голод». Она посвящена трагической странице истории украинского народа — голода 1933 года. Драматург плодотворно учился у таких французских авторов, как М. Бютор, А. Роб-Грийе, а особенно С. Беккет, чьи драматические произведения перевел на украинский. Как и автор пьесы «В ожидании Годо», украинский драматург использует скупой стиль и пантомиму. В «Голоде» действие открывает пантомимно-балетное действо, а придает произведению трагичности в поле распятая фигура Христа, у которой и изображаются голодные Мужчина и Женщина с маленьким ребёнком на руках. Драматург достигает большой эмоциональной силы благодаря искусно построенному диалогу: внешне он как будто прост. Это разговоры о хлебе и ни о чём больше, но они отчётливо воздействуют на читателя и зрителя. Такую же роль играет скрупулёзная фиксация движений, перечисление действия. Голодная Украина здесь ассоциируется с распятым Христом. Символом власти, злой демонической силы являются «те, что в мундирах», которые издеваются над украинскими крестьянами, бьют, морят голодом, стреляют. Здесь идет спор о человечности и бесчеловечности, добре и зле, жизни и смерти. Здесь каждый должен доказать себе, что он человек и даже при таких условиях не теряет человеческое в себе, готов на сочувствие и самопожертвование во имя другого.
На произведения Б. Бойчука заметно влияние философии Жана Поля Сартра, автора знаменитого трактата «Экзистенциализм — это гуманизм». Перекличка чётко прослеживается на образе Мужчины: «Человек — это свобода». Так же в таком русле идёт бунт разума против религии. Если нет Бога, то все позволено. Этим руководствуются «Те, что в мундирах», сознательно обрекая на голодную смерть крестьян. Для них не существует никаких моральных ценностей. В стиле поэтики экспрессионизма драматург показывает своих героев в момент кризиса и катастрофы. А поэтому их поступки и переживания приобретают бурный и судорожный характер. Слово становится криком души, стон — криком. На головы палачей сыплются проклятия, звучат причитания по убитым, замученным. Церковное пение перемежается с молитвой Женщины и колыбельной песней. Схватка человека и эпохи выступает как неразрешённый конфликт. Однако Бойчук — гуманист, он верит в жизнь и человека. На вопрос Мужчины, чему учила Женщина-учительница в школе детей, она ответила: «Я учила любить». Любовь должна победить зло — такое обобщение несёт образ Женщины, которая назвалась Марией.
Драматург осуждает тоталитарный режим, показывая его преступления перед человечеством. Но пьеса не является пессимистической. Финал её несёт жизнеутверждающую ноту. Хотя Мужчина умирает, но он дарит маленькому ребёнку жизнь. В жизни есть вера — ребёнок должен выжить и нести эстафету рода дальше. Человечество неистребимо, как и добро, которое побеждает зло.
Сложные философские проблемы бытия, боли эпохи, трагедия народа отразились в произведениях Б. Бойчука. Он остро чувствовал обеднение, даже упадок человеческого и человечности в окружающем мире. И отчаяние поэта по этому поводу понятны читателю.
Пафос творчества Бойчука — гуманистическая защита человека, стоицизм, внимание к интенсивной духовной жизни.

## Произведения
Поэзия
- «Час болю» (В-во «Слово», Нью-Йорк, 1957);
- «Спомини любови» (В-во Нью-Йоркської Групи, Нью-Йорк, 1963);
- «Вірші для Мехіко», поема (В-во Нью-Йоркської Групи, Мюнхен, 1964);
- «Мандрівка тіл» (В-во Нью-Йоркської Групи, Нью-Йорк, 1967);
- «Подорож з учителем», поема (В-во Нью-Йоркської Групи, Нью-Йорк, 1976);
- «Вірші, вибрані й передостанні» (В-во «Сучасність», Нью-Йорк, 1983);
- «Memories of Love» (В-во «Sheep Meadow Press», Riverdale, 1989), вибрані поезії англійською мовою в перекладі американських поетів Дейвіда Іґнатова і Марка Радмена, співперекладач;
- «Третя осінь» (В-во «Дніпро», Київ, 1991);
- «Miłość w trzech odsłonach i inne wiersze» (В-во «Ksiaznica Podolska im. Łukasza Górnickiego», Бялисток, 2001), переклали на польську мову Ян Леоньчук і Тадей Карабович;
- «Reintruparea in suflet» (В-во «Mustang», Бухарест, Румунія, 2002) — вибрані поезії, переклав в румунську мову і видав Степан Ткачук;
- «Стихотворения избранные и предпоследние» (Краснодар, Росія, 2002) — вибрані поезії, переклав в російську мову і видав Аркадій Слуцький;
- «Вірші кохання й молитви» (В-во «Факт», Київ, 2002);
- «Київські екслібриси» (В-во «Факт», Київ, 2006);
- «Зібрані твори. Том 1» (В-во «Факт», Київ, 2007);
- «Зібрані твори. Том 2» (В-во «Факт», Київ, 2007);
- «Skazane kochać», українська, польська — на польську переклав Тадей Карабович (Wydawnictwo «Ukraińskiego Zaułka Literackiego», Люблін, 2007);
- «Із збірки „Повизбируване з пам’яті“» (журнал «Кур'єр Кривбасу», Кривий Ріг, № 271—273, 2012);
- «Кляса без вісти», поема в прозі (журнал «Кур'єр Кривбасу», Кривий Ріг, № 278-279-280, 2013);
- «Кляса без вісти», поема в прозі, тримовне видання — українська, англійська, польська (Літературна аґенція «Піраміда», Львів, 2014);
- «Небесна сотня», ораторія (журнал «Кур'єр Кривбасу», Кривий Ріг, № 302-303-304, 2015).

Проза
- «Дві жінки Альберта», роман (В-во «Факт», Київ, 2002);
- «Спомини в біографії», мемуари (В-во «Факт», Київ, 2003);
- «Три романи» («Краєвиди підглядника», «Аліпій II і його наречена», «Життя з Алісою поза дзеркалом»), романи ((В-во «Факт», Київ, 2004);
- «Над сакральним озером», роман ((В-во «Факт», Київ, 2006);
- «Розанна з Нивок», роман (Літературна аґенція «Піраміда», Львів, 2011);
- «Мої феміністки. Щоденності схибнутого поета», повісті (Літературна аґенція «Піраміда», Львів, 2011);
- «Мітологія Карпат. Гуцульська зрада: Поезії, Роман» (Літературна аґенція «Піраміда», Львів, 2012);
- «Паноптикум ДіПі: трилогія», роман (Літературна аґенція «Піраміда», Львів, 2013);
- «Над сакральним озером. Кохання поза світанком», дилогія, роман (Літературна аґенція «Піраміда», Львів, 2014)
- «Прощання в Парижі», повісті, ораторія (Літературна аґенція «Піраміда», Львів, 2016).

Литературоведческие произведения
- «Координати», антологія сучасної української поезії на Заході, в двох томах, співупорядник і співредактор із Богданом Т. Рубчаком (В-во «Сучасність», Нью-Йорк — Мюнхен, 1969);
- «Театр-Студія Йосипа Гірняка й Олімпії Добровольської» — студія, упорядник (В-во Нью-Йоркської Групи, Нью-Йорк, 1975);
- «Зібрані твори Олекси Стефановича», упорядник (В-во «Євшан-Зілля», Торонто, 1975).
- «Зібрані твори Богдана Кравцева», упорядник (В-во Нью-Йоркської Групи, том 1 — Нью-Йорк, 1978; том 2 — Нью-Йорк, 1980; том 3 — Київ, 1994);
- «Спомини» Йосипа Гірняка, упорядник (В-во «Сучасність», Нью-Йорк — Мюнхен, 1982); «Поза традиції»,
- антологія української модерної поезії в діяспорі, упорядник (В-во Канадського Інституту Українських Студій, Київ — Торонто — Едмонтон — Оттава, 1993).

Переводы
- «Платеро і я», Хуан Рамон Хіменес, переклад з еспанської (В-во «На горі», Штутґарт — Нью-Йорк, 1968);
- «Чекаючи на Ґодо», Семюел Беккет, переклад з англійської (В-во «Сучасність», Мюнхен, 1972);
- «Поезії», Стенлі Кюніц, переклади з англійської Богдана Бойчука і Вольфрама Бургардта (журнал «Сучасність», Мюнхен, число 2, 1974);
- «В сусідній клітці», Марк Рудмен, вибрані поезії, переклад з англійської (журнал «Сучасність», Мюнхен, число 6, 1974);
- «Земля тверда», Дейвід Іґнатов, вибрані поезії, переклад з англійської (журнал «Сучасність», Мюнхен, число 3, 1976);
- «Композиції в чорному і білому», Ката Полліт, вибрані поезії, переклад з англійської (журнал «Сучасність», Мюнхен, число 6, 1976);
- «Із збірки „Вінок цей, небезпека“», Стенлі Кюніц, поезії, переклади з англійської Богдана Бойчука і Юрія Тарнавського (журнал «Сучасність», Мюнхен, число 9, 1977);
- «Поезії», добірка, Роберт Лоуелл, переклад з англійської (журнал «Сучасність», Мюнхен, число 1, 1978);
- «Вінок цей небезпека», Стенлі Кюніц, вибрані поезії, переклад з англійської, упорядник (В-во «Сучасність», Нью-Йорк, 1977);
- «Square of Angels» (Площа янголів), Богдан Ігор Антонич, вибрані поезії на англійську мову, співперекладач і упорядник (В-во «Ardis», Ann Arbor, 1977);
- «Orchard Lamps» (Світильники саду), Іван Драч, вибрані поезії на англійську мову, співредактор і співперекладач (В-во «Sheep Meadow Press», Riverdale, 1978);
- "Із збірки «Палячи порожні гнізда», Ґреґорі Орр, поезії, переклад з англійської (журнал «Сучасність», Мюнхен, число 9, 1978);
- «Із збірки „Топчу темряву“», Дейвід Іґнатов, поезії, переклад з англійської (журнал «Сучасність», Мюнхен, число 2, 1979);
- «Із збірки „Чашка Адама“», Стенлі Мосс, поезії, переклад з англійської (журнал «Сучасність», Мюнхен, число 7-8, 1981);
- «Із збірки „Розповіді про наші життя“», Марк Стренд, поезії, переклад з англійської (журнал «Сучасність», Мюнхен, число 3, 1982);
- «Здивований гість», Дейвід Іґнатов, вибрані поезії, переклад з англійської, упорядник (В-во «Сучасність», Нью-Йорк, 1982);
- «My Sister, Life and Other Poems» (Сестро моя, життя), Борис Пастернак, вибрані поезії на англійську мову, співперекладач (В-во «Ardis», Ann Arbor, 1983);
- «Велфлітський кит», Стенлі Кюніц, поезії, переклад з англійської (журнал «Сучасність», Мюнхен, число 1-2, 1983);
- «3 книжки „Дерево подорожнього“», Вільям Джей Сміт, поезії, переклад з англійської (журнал «Сучасність», Мюнхен, число 5, 1983);
- «Шість віршів», Пол Пайнс, переклад з англійської (журнал «Сучасність», Мюнхен, число 9, 1985);
- «Марність та інші звірята», Френк Мургавс (Frank Moorhouse), оповідання, переклад з англійської (журнал «Сучасність», Мюнхен, число 9, 1986);
- «Творець відображень», Стенлі Кюніц, вибрані поезії, переклад з англійської, упорядник і перекладач (В-во «Факт», Київ, 2003);
- «Ми прийшли говорити про ніщо», Єжи Плютовіч, вибрані поезії, переклад з польської (журнал «Кур'єр Кривбасу», Кривий Ріг, № 173, 2004);
- «Поезії», Стенлі Баркан, переклад з англійської (журнал «Кур'єр Кривбасу», Кривий Ріг, № 175, 2004);
- «Вибрані вірші», Аркадій Слуцький, переклад з російської (журнал «Кур'єр Кривбасу», Кривий Ріг, № 177, 2004);
- «Наповнюю пам’ять сходом сонця», Ян Леоньчук, переклад з польської (журнал «Кур'єр Кривбасу», Кривий Ріг, № 185, 2005);
- «Прово», Марк Радмен, вибрані поезії, переклад з англійської (журнал «Кур'єр Кривбасу», Кривий Ріг, № 187, 2005);
- «Поезії», Стенлі Мосс, переклад з англійської (журнал «Кур'єр Кривбасу», Кривий Ріг, № 189, 2005);
- «Скільки воєн?», Стах Лучків, вибрані поезії, переклад з англійської (журнал «Кур'єр Кривбасу», Кривий Ріг, № 191, 2005);
- «Це проминання всіх ясних речей», Едвард Каммінґс, вибрані поезії, переклад з англійської, упорядник і перекладач (В-во «Факт», Київ, 2005);
- «Речі тут», Стах Лучків, переклад з англійської (журнал «Кур'єр Кривбасу», Кривий Ріг, № 208—209, 2007);
- «Музика на узгір'ї», Ерик Островскі, вибрані поезії, переклад з польської (журнал «Кур'єр Кривбасу», Кривий Ріг, № 234—235, 2009);
- «Трамвай „Жадання“», Теннессі Вільямс, переклад з англійської (журнал «Всесвіт», Київ, № 9-10, 2012).

Искусствоведческие монографии
- «Христя Оленська, олії, біжутерія, скульптури», упорядник (В-во «Анна», Київ — Нью-Йорк, 2002);
- «Аркадія Оленська-Петришин, олійні твори, офорти», упорядник (В-во «Анна», Київ — Нью-Йорк, 2003).

Литературно-критические статьи
- «Людина, що стоїть збоку» («Українська літературна газета», число 9, Мюнхен, 1957);
- «Вбивство у соборі» (про переклад Ю. Тарнавським однойменної п'єси Т. С. Еліота для видавництва «На горі») (журнал «Сучасність», число 2, Мюнхен, 1964);
- «Два поети» (про І. Драча та В. Симоненка) (журнал «Сучасність», число 4, Мюнхен, 1965);
- «Як і пощо народилася Нью-Йоркська Група» (журнал «Терем», число 2, Детройт, 1966);
- «Дві книги Антонича, без третьої» (журнал «Сучасність», число 11, Мюнхен, 1967);
- «Тільки про різне інше» (журнал «Сучасність», число 7, Мюнхен, 1969);
- «Навіщо про те згадую?» (журнал «Сучасність», число 1, Мюнхен, 1970);
- «Про релятивну абсолютність і навпаки» (журнал «Сучасність», число 5, Мюнхен, 1970);
- «„Летюче віконце“ Василя Голобородька»/ про збірку поезій цього автора/ (журнал «Сучасність», число 6, Мюнхен, 1971);
- «Поезії про ніщо та інші поезії на ту саму тему» (журнал «Сучасність», число 7-8, Мюнхен, 1971);
- «Про неповний погляд на літературну ситуацію на Україні, про нестрункість хребтів та про не перспективи в майбутнє» (журнал «Сучасність», число 2, Мюнхен, 1975);
- «Йосип Гірняк і Олімпія Добровольська» (журнал «Сучасність», число 4, Мюнхен, 1975);
- «Гостиняк — впевнений господар свого буденного світу», про збірку Степана Гостиняка «Вірші», (журнал «Сучасність», число 5, Мюнхен, 1975);
- «Думки про Глосарій Богдана Кравцева» (журнал «Сучасність», число 1, Мюнхен, 1976);
- «Це небезпечний шлях», про поезію Стенлі Кюніца (журнал «Сучасність», число 9, Мюнхен, 1977);
- «Декілька думок про Нью-Йоркську Групу і декілька задніх думок» (журнал «Сучасність», число 1, Мюнхен, 1979);
- «Два штрихи», Олекса Стефанович, Празька група (журнал «Сучасність», число 1, Мюнхен, 1980);
- «Марципани і витребеньки Бабая», про збірку поезій Богдана Нижанківського (журнал «Сучасність», число 6, Мюнхен, 1984);
- «Остання розмова з Богданом Нижанківським», провів Богдан Бойчук (журнал «Сучасність», число 5, Мюнхен, 1986);
- «Топографічний огляд творчості Вадима Лесича» (журнал «Світо-Вид», число 1, Київ — Нью-Йорк, 1991);
- «Від великої до гарної брехні (до статті Миколи Рябчука „А своєї дастьбі“ („Сучасність“, ч. 7, 1993))», (журнал «Сучасність», число 12, Київ, 1993);
- «Три блондинки і смерть», про однойменний роман Юрія Тарнавського (журнал «Сучасність», число 7-8, Київ, 1994);
- «Рання поезія Василя Барки» (журнал «Світо-Вид», число 4, Київ — Нью-Йорк, 1998);
- «Затемнена сторона місяця» (журнал «Критика», Київ, № 36, 2000);
- «Про літературну історіософію та бешкетування в літературі» (журнал «Критика», Київ, № 53, 2002);
- «Розмисли про поета у повітрі» (журнал «Сучасність», число 3, Київ, 2003);
- «„Перелом“ Юрія Андруховича» (про роман «Дванадцять обручів») (журнал «Кур'єр Кривбасу», Кривий Ріг, № 12, 2003);
- «Земний кінематограф Сергій Жадан» (про збірку поезій «Історія культури початку століття») (журнал «Кур'єр Кривбасу», Кривий Ріг, № 170, 2004);
- «Емма Андієвська (вступ до добірки віршів Андієвської в антології „Координати“, т. ІІ, „Сучасність“(Мюнхен), 1969: 361-70)», у спів-авторстві з Богданом Т. Рубчаком (журнал «Кур'єр Кривбасу», Кривий Ріг, № 174, 2004);
- «Дещо про деяких молодих» (журнал «Кур'єр Кривбасу», Кривий Ріг, № 179—181, 2004);
- «Троїсті музиканти (Жадан — Карпа — Андрухович)» (журнал «Кур'єр Кривбасу», Кривий Ріг, № 183, 2005);
- «Навідування неприсутньої присутности. Частина перша (про поезію Віктора Кордуна)» (журнал «Кур'єр Кривбасу», Кривий Ріг, № 194, 2006);
- «Навідування неприсутньої присутности. Частина друга (про поезію Валерія Іллі)» (журнал «Кур'єр Кривбасу», Кривий Ріг, № 196, 2006);
- «Навідування неприсутньої присутности. Частина третя (про поезію Романа Бабовала)» (журнал «Кур'єр Кривбасу», Кривий Ріг, № 198, 2006);
- «Біблія наскрізь власна (передмова до поезій Остапа Лапського)» (журнал «Кур'єр Кривбасу», Кривий Ріг, № 199, 2006);
- «Розуміти незрозуміле (про поезію Володимира Кашки)» (журнал «Кур'єр Кривбасу», Кривий Ріг, № 201, 2006);
- «Канон із переламаним хребтом» (журнал «Критика», Київ, № 132—133, 2008);
- «Несучасна польська поезія» (про антологію перекладів Вадима Лесича) (журнал «Кур'єр Кривбасу», Кривий Ріг, № 218—219, 2008);
- «Нью-йоркська група у перспективі часу» (журнал «Кур'єр Кривбасу», Кривий Ріг, № 222—223, 2008);
- «Валерій Ілля — поет із розширеними очима (23.06.1939 — 27.07.2005)» (журнал «Сучасність», Київ, вересень, 2009);
- «Невивчений український модернізм» (журнал «Критика», Київ, № 147—148, 2010);
- «Світ див Раїси Лиші. Думки на маргінесі книги „Зірнула зірниця“» (журнал «Кур'єр Кривбасу», Кривий Ріг, № 258—259, 2011)

Театр
- «Дві драми», п'єси (В-во Нью-Йоркської Групи, Нью-Йорк, 1968);
- «Між „Живим театром“ і Ґротовським» (журнал «Сучасність», число 10, Мюнхен, 1970);
- «Пітер Брук і його „Сон літньої ночі“» (журнал «Сучасність», число 10, Мюнхен, 1971);
- «Регіт», п'єса (журнал «Сучасність», число 12, Мюнхен, 1972);
- «коротка розмова телефоном (мала п'єса без великих літер)», п'єса (журнал «Сучасність», число 3, Мюнхен, 1980);
- «Другий цікавий лист», про нью-йоркські вистави Тадеуша Кантора, Джозефа Чайкіна та Бото Штравса, творчість Марка Ротка (журнал «Сучасність», число 7-8, Мюнхен, 1980);
- «Четвертий цікавий лист», про виставу Вєльополє Тадеуша Кантора (журнал «Сучасність», число 6, Мюнхен, 1982)
- «„Живий театр“ — далекі і близькі рефлексії» (журнал «Сучасність», число 7-8, Мюнхен, 1984);
- «Варіації Семюеля Беккета в темній симфонії ніщоти» (журнал «Сучасність», число 11, Мюнхен, 1984);
- «Міні-фестиваль п'єс Шепарда в „Ля МаМа“» (журнал «Сучасність», число 5, Мюнхен, 1985);
- «Попіл» — парафраза «Попелюшки»(про постановку п'єси «Попіл» Я. Ґловацького Нью-йоркським публічним театром)(журнал «Сучасність», число 4, Мюнхен, 1985);
- «„Пільоболюс“ — від біологічної скульптурности до містерійности»(журнал «Сучасність», число 10, Мюнхен, 1985);
- «Ступаючи на американські театральні помости», про Вірляну Ткач, (журнал «Сучасність», число 2, Мюнхен, 1986);
- «Театральні маратони» (журнал «Світо-Вид», число 2, Київ — Нью-Йорк, 1993);
- «Два міста — два театри — два світи» (журнал «Світо-Вид», число 2, Київ — Нью-Йорк,1996);
- «Коротка розмова (одноактівка на одного актора)» (журнал «Кур'єр Кривбасу», Кривий Ріг, № 93-94, 1998);
- «П’ять актів двотисячного року (драматичний монтаж)» (журнал «Кур'єр Кривбасу», Кривий Ріг, № 117, 1999);
- «Дні перед: смертю, деструкцією і Детройт III» Роберта Вілсона" (журнал «Світо-Вид», число 4, Київ — Нью-Йорк, 1999);
- «Голод» (у збірці «Голодомор. Дві п'єси.») (В-во «Смолоскип», Київ, 2008);
- «Добрані п'єси» (Літературна аґенція «Піраміда», Львів, 2013).

Балет
- «Балет Вірського в Нью-Йорку» (журнал «Сучасність», число 6, Мюнхен, 1962);
- «Відбуті і невідбуті зустрічі з Павлом Вірським» (журнал «Сучасність», число 9, Мюнхен, 1980);
- «Вуппертальський театр танцю Піни Бауш» (журнал «Сучасність», число 10, Мюнхен, 1984);
- «Пільоболюс» — від біологічної скульптурности до містерійности" (журнал «Сучасність», число 10, Мюнхен, 1985);
- «Балету Пола Тейлера — 35» (журнал «Світо-Вид», число 3, Київ — Нью-Йорк, 1990);
- «Марта Ґрегем відійшла у всечасся» (журнал «Світо-Вид», число 2, Київ — Нью-Йорк, 1992.